# Schönbusch Open 2011
Il Schönbusch Open 2011 è stato un torneo di tennis facente parte della categoria ITF Women's Circuit nell'ambito dell'ITF Women's Circuit 2011. Il torneo si è giocato a Aschaffenburg in Germania dal 4 al 10 luglio 2011 su campi in terra rossa e aveva un montepremi di $25 000.

## Vincitori

### Singolare
Florencia Molinero ha battuto in finale  Stephanie Vogt con il punteggio di 7–6(6), 6–1

### Doppio
Pemra Özgen /  Yurika Sema hanno battuto in finale  Hana Birnerová /  Stephanie Vogt con il punteggio di 6–4, 7–6(5)